# Iris 2
Iris 2 (International Radiation Investigation Satellite), oder auch ESRO-2B, war ein 89 kg schwerer spin-stabilisierter europäischer Forschungssatellit. Seine Mission war die erste erfolgreiche Satellitenmission der europäischen Forschungsorganisation ESRO, nachdem der Start des Vorgängers Iris 1 missglückte.
Das Hauptziel von Iris 2 war es, eine Studie über Solarastronomie und kosmische Strahlen durchzuführen. Die Iris-2-Experimente hatten ihre Pendants in der NASA-OSO-Serie. Der Zweck des Raumfahrzeugs bestand darin, die von OSO 4, der am 18. Oktober 1967 gestartet wurde, durchgeführte Sonnenstrahlenbeobachtung durchzuführen. Die Partikelversuche wurden entwickelt, um ähnliche Messungen mit dem Satelliten Ariel 1 durchzuführen.

## Aufbau

### Forschung
IRIS 2 hatte sieben Detektoren für Kosmische Strahlung an Bord:
- Allgemeine Messung von Elektronen und Protonen (Imperial College London)
- Studie von Sonneneruptionen und des Van-Allen-Gürtels (Imperial College London)
- Messung von Alphateilchen und Protonen solarer und galaktischer Herkunft (Imperial College London)
- Messung primärer kosmischer Elektronen (University of Leeds)
- Messung harter Röntgenstrahlung (University of Leicester)
- Messung weicher Röntgenstrahlung (Universität Utrecht)
- Messung von Protonen solaren oder kosmischen Ursprungs (Centre d’Etudes Nucléaires de Saclay)

### Telekommunikation
Die Daten der Detektoren wurden permanent auf Magnetband aufgezeichnet. Die Speicherkapazität entsprach etwas mehr als der Dauer eines Umlaufs. Nur etwa fünf Minuten während eines Umlaufs war der Satellit in Funkverbindung mit einer Bodenstation. In dieser Zeit wurden die aufgezeichneten Daten in 32-facher Geschwindigkeit auf 136,05 MHz mit 2 W zur Erde gesendet. Ein weiterer Sender mit 0,2 W diente auf 136,00 MHz als Funkbake. Die Fernsteuerung des Satelliten erfolgte auf 148,25 MHz mit Pulslängencodierung.

### Energieversorgung
Iris 2 wurde mit Solarzellen und Batterien mit Energie versorgt. Der Satellit rotierte mit etwa 40 Umdrehungen in der Minute.

## Start und Umlaufbahn
Iris 2 wurde am 17. Mai 1968 (16. Mai nach Ortszeit) mit einer Scout-B-Rakete von der Vandenberg Air Force Station SLC-5 in eine polare Umlaufbahn gebracht.

## Ende der Mission
Nach einem Ausfall des Magnetbandgerätes an Bord konnten ab dem 10. Dezember 1968 keine gespeicherten Daten mehr empfangen werden. Dies reduzierte die Datenmenge um 80 %, obwohl eine Kombination der ESTRACK-Bodenstationen der ESRO und der STADAN-Stationen der NASA verwendet wurde. Iris trat am 8. Mai 1971 in die Erdatmosphäre ein und verglühte.